# 形埜村
形埜村（かたのむら）は、かつて愛知県額田郡にあった村である。
現在の岡崎市井沢町・大高味町・小久田町・切山町・毛呂町・桜形町・鍛埜町・南大須町にあたる。

## 地理
後の額田町の北中部、現在の岡崎市の北東部に相当する。

### 河川
- 乙川
  - 大高味川・保久川・冨尾川・毛呂川・小久田川・大法川

### 公園
- かおれ渓谷

## 沿革
江戸時代末期、この地域は岡崎藩領、旗本領、天領、寺社領であった。
- 1889年（明治22年）10月1日 - 町村制の施行に伴い、額田郡井沢村・大高味村・小久田村・切山村・毛呂村・桜形村・鍛埜村・南大須村の区域をもって成立。
- 1956年（昭和31年）9月30日 - 豊富村・宮崎村および下山村の一部が合併し、額田町となる。

## 教育
- 形埜村立形埜中学校（額田町立形埜中学校）

（1974年に下山、豊富、宮崎の各中学校と統合。現・岡崎市立額田中学校）
- 形埜村立形埜小学校（現・岡崎市立形埜小学校）
- 形埜村立形埜保育園（現・岡崎市立形埜保育園[2]）

## 史跡
| - 日近城(桜形) - 柳田城(桜形) - 大川城(大高味) | - 麻生城(桜形) - 麻生古城(桜形) - 大林城(鍛埜) | - 土城(鍛埜) - 赤田和城(小久田) - 毛呂城(毛呂) |

## 神社
| - 桜形神社（桜形） - 須佐之男神社（鍛埜） - 八幡宮（鍛埜） - 八幡社（鍛埜） - 須佐之男神社（南大須） | - 神明宮（大高味） - 八幡社（大高味寺下） - 八幡社（大高味下屋敷） - 姫宮神社（毛呂） - 金山神社（井沢） | - 薬玉神社（井沢） - 大国主社（南大須） - 秋葉神社（小久田） - 稲荷社（小久田） - 皇太神社（切山） |

## 寺院
| - 阿弥陀寺（桜形） - 専念寺（桜形） - 広祥院（桜形） - 妙音寺（南大須） | - 正立寺（鍛埜） - 東昌寺（鍛埜） - 大空寺（鍛埜） - 大泉寺（鍛埜） | - 若林寺（井沢） - 最勝院（毛呂） - 法林寺（切山） - 全長寺（小久田） |